# Cerkiew Podwyższenia Krzyża Pańskiego w Jekaterynburgu
Cerkiew Podwyższenia Krzyża Pańskiego (ros. Крестовоздвиженская церковь, Церковь Воздвижения Честного Креста Господня) – prawosławna cerkiew znajdująca się w Jekaterynburgu, w obwodzie swierdłowskim. Wzniesiona w latach 1878–1880. Główna świątynia męskiego monasteru Podwyższenia Krzyża Pańskiego w Jekaterynburgu. 

## Historia i architektura

### Lata 1878–1919
Początki jekaterynburskiej cerkwi Podwyższenia Krzyża Pańskiego związane są z jednym z sierocińców, działającym na tym obszarze miasta. Chcąc zapewnić wychowankom prawosławne wychowanie religijne, władze placówki postanowiły wznieść w jej pobliżu cerkiew. Z inicjatywą tą wyszedł jeden z najznamienitszych obywateli ówczesnego Jekaterynburga, bogaty kupiec, Wasilij Wasilijewicz Kriwcow. Oprócz zapewniania finansowania ze strony władz miasta, sam także udzielił hojnych ofiar na potrzeby budowy przyszłego obiektu sakralnego. Kriwcow w latach 1869–1872 i 1880–1884 pełnił także funkcje mera miasta, co znacząco ułatwiło uzyskanie środków finansowych potrzebnych do ufundowania nowego prawosławnego obiektu sakralnego w tej części grodu. Autorem projektu świątyni był Michaił Lwowicz Rieutow, główny architekt Jekaterynburga w latach 1869–1884. Gmach wzniesiony został z cegły w stylu bizantyjsko-rosyjskim, a jego budowa trwała w latach 1878–1880. Nad bryłą budynku górowała kopuła oraz oktagonalna dzwonnica. Kopuła zwieńczona była krzyżem, a dzwonnica iglicą. Mury świątyni wykazywały też elementy architektury klasycystycznej. Okna są wysokie, dekorowane na manierę tzw. moskiewskiego baroku. Dzwonnica wzniesiona była w stylu, mającym nawiązywać do tego typu budowli pochodzących z XVII wieku.
Cerkiew została konsekrowana 24 sierpnia 1880. Była ona popularnie zwana cerkwią Podwyższenia Krzyża Pańskiego przy przytułku dziecięcym (ros. Церковь Воздвижения Честного Креста Господня при Детском убежище). Cały kompleks świątyni, pobliskiego cmentarza i przyległych do nich budynków zajmował powierzchnię około 4 tysięcy metrów kwadratowych. Siewierian Gieorgijewicz Nowikow ofiarował cerkwi cenne relikwie świętych, które zgromadził w czasie swoich licznych pielgrzymek. Świątynia otrzymała od niego w darze relikwie m.in. patriarchy Pawła, męczennika Tryfona, Merkurego Smoleńskiego, Pantelejmona, Orestesa (Oresta) i Eugeniusza. Ofiarował on także cząstkę Krzyża Prawdziwego, która zamknięta została w pozłacanym srebrnym krzyżu ołtarzowym. Nieopodal znajdował się cmentarz. Trzyrzędowy ikonostas składał się z 33 ikon. Funkcjonował tu także chór, składający się z piętnastu chłopców (wychowanków sierocińca), dwóch kancelistów (pisarzy) dowództwa wojskowego ujezdu, pomocnika z lokalnego szpitala wojskowego i szeregowego z terenowej komendy.

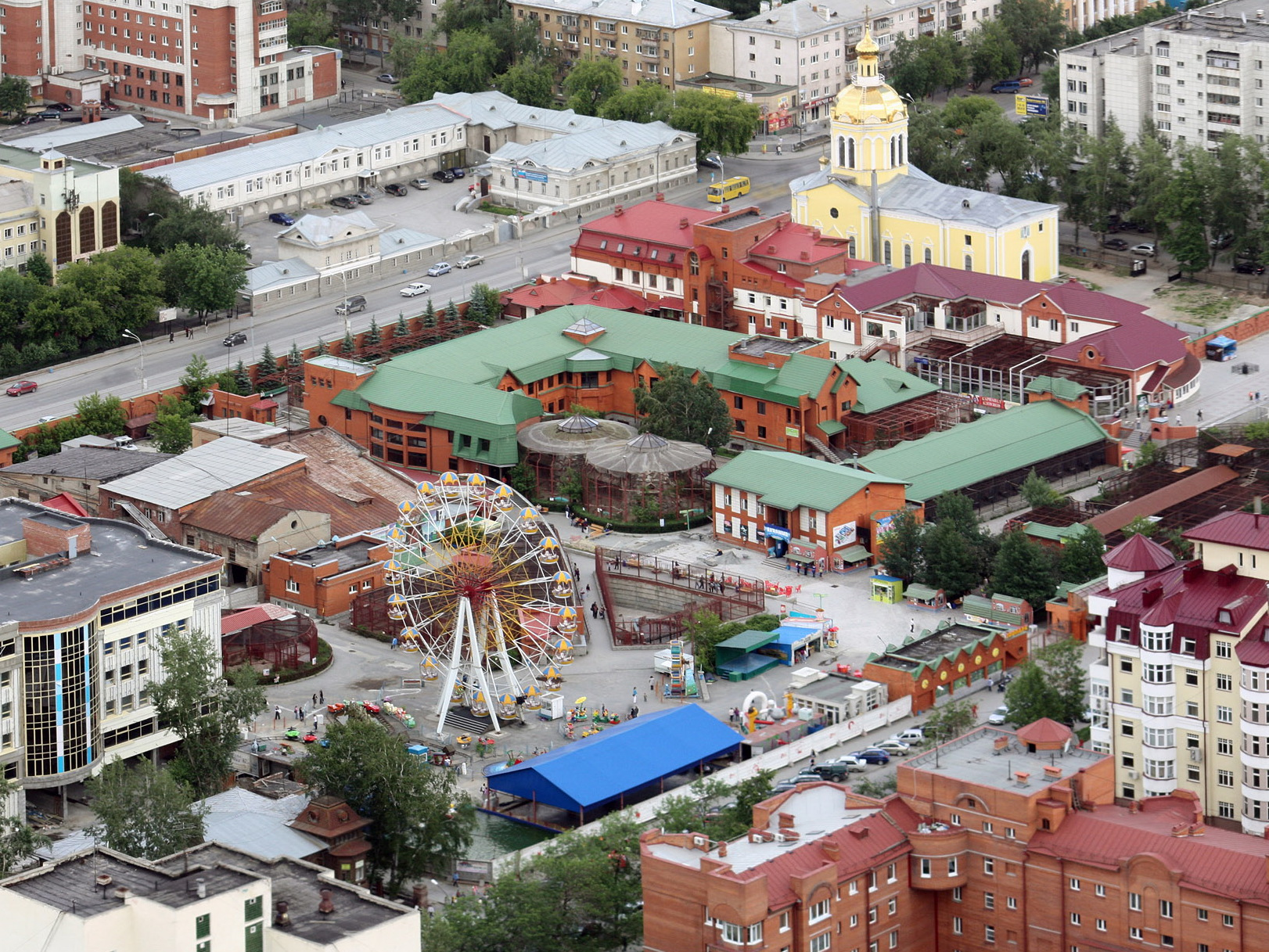
Cerkiew Podwyższenia Krzyża Pańskiego i zabudowania pobliskiego ogrodu zoologicznego

W pobliżu gmachu świątyni znajdowały się zabudowania wojskowe i koszary. Wkrótce po swym powstaniu cerkiew Podwyższenia Krzyża Pańskiego w Jekaterynburgu stał się świątynią garnizonową. Służyła ona m.in. 12 Wielikołukskiemu Pułkowi Piechoty i 139 Morszańskiemu Pułkowi Piechoty, w okresie przygotowań do działań militarnych w czasie wojny rosyjsko japońskiej w 1904. Po zakończeniu wojny świątynia służyła jako cerkiew garnizonowa 185 Orowajskiego Pułku Piechoty, który został ulokowany w pobliskich koszarach. Po wybuchu I wojny światowej, pułk ten został w 1914 został wysłany na front karpacki, do walki z Austro-Węgrami. W cerkwi odbyły się uroczystości pożegnania żołnierzy. W czasie wojny nowo formowane na tym obszarze pułki także wykorzystywały cerkiew do nabożeństw. Przewrót bolszewicki w 1917 kończy w zasadzie historię cerkwi jako świątyni garnizonowej. Formacje zbrojne czerwonych, programowo ateistyczne, nie potrzebowały ceremonii religijnych. Najprawdopodobniej jednak od lipca 1918 do sierpnia 1919, gdy Jekaterynburg zajęty był przez wojska Białych, cerkwi przywrócono jej dawną rolę. Służyć ona miała 25 Pułkowi Piechoty armii admirała Aleksandra Kołczaka.

### Czasy sowieckie
Zmiany dla funkcjonowania obiektu i regularnego kultu religijnego przyniosło ostatecznie zwycięstwo bolszewików. Już w 1919 świątynia przekształcona została w cerkiew parafialną. W 1922 w czasie akcji konfiskaty majątku Rosyjskiego Kościoła Prawosławnego ogołocono ją z 19 funtów srebra, tj. 7,7 kilogramów. W latach dwudziestych XX wieku, w konflikcie jaki wstrząsnął Rosyjskim Kościołem Prawosławnym, duchowieństwo jekaterynburskiej cerkwi Podwyższenia Krzyża Pańskiego poparło ruch odnowicielstwa. W 1924, jako jedni z nielicznych w mieście uczynili to z własnej woli, w innych przypadkach bolszewicy wspierali przejmowanie obiektów sakralnych przez odnowicielstwo. Zachowały się informacje na temat niektórych duchownych świątyni. W 1923 posługiwał tam protojerej S. Koniew, a w 1925 protojerej A. Mieledin. W 1927 duchowieństwo świątyni zmieniło swe ukierunkowanie, porzucając Żywą Cerkiew i uznając przywództwo metropolity Sergiusza, sprawującego wówczas funkcję strażnika nieobsadzonego tronu patriarszego. Cerkiew Podwyższenia Krzyża Pańskiego, z uwagi na liczne prześladowania ze strony władz państwowych i zamykanie innych obiektów sakralnych na Uralu, stała się de facto soborem katedralnym eparchii. Była wówczas nazywana nieoficjalnie soborem Dwunastu Apostołów (ros. Собор двенадцати апостолов). Posługiwało przy niej dwunastu duchownych. W tej roli cerkiew działać miała do 1930. 12 lutego 1930, decyzją władz miejskich Swierdłowska, świątynia została zamknięta. Wierni zostali administracyjnie przydzieleni do parafii działającej przy soborze św. Aleksandra Newskiego.
Władze sowieckie zniszczyły charakter sakralny obiektu. Wyburzone zostały charakterystyczna dzwonnica oraz kopuła cerkwi. Do bryły dawnej świątyni dobudowano także ceglany aneks. Los przechowywanych tu relikwii jest nieznany. Najprawdopodobniej zostały zniszczone lub znajdują się w magazynach Swierdłowskiego Obwodowego Muzeum Krajoznawczego. Przed 1941 pomieszczenia dawnej cerkwi były wykorzystywane jako sala kinowa. Jeszcze w 1929 zniszczony został całkowicie pobliski cmentarz, na którego terenie rozpoczęto budowę Swierdłowskiego Zoo. Po 1941, w czasie trwania II wojny światowej, w prezbiterium (ołtarzu) dawnej świątyni umieszczono ewakuowanego z jednego z sowieckich ogrodów zoologicznych słonia. Po wojnie wnętrza budowli zostały podzielone na dwa piętra. Na parterze mieściły się warsztaty i pracownie funduszu artystycznego, a na pierwszym piętrze swe siedziby miały różne organizacje artystyczne. W związku z tego typu przeznaczeniem obiektu, w miesiącach letnich często wokół budynku suszyły się gipsowe popiersia Włodzimierza Lenina.

## Współczesność

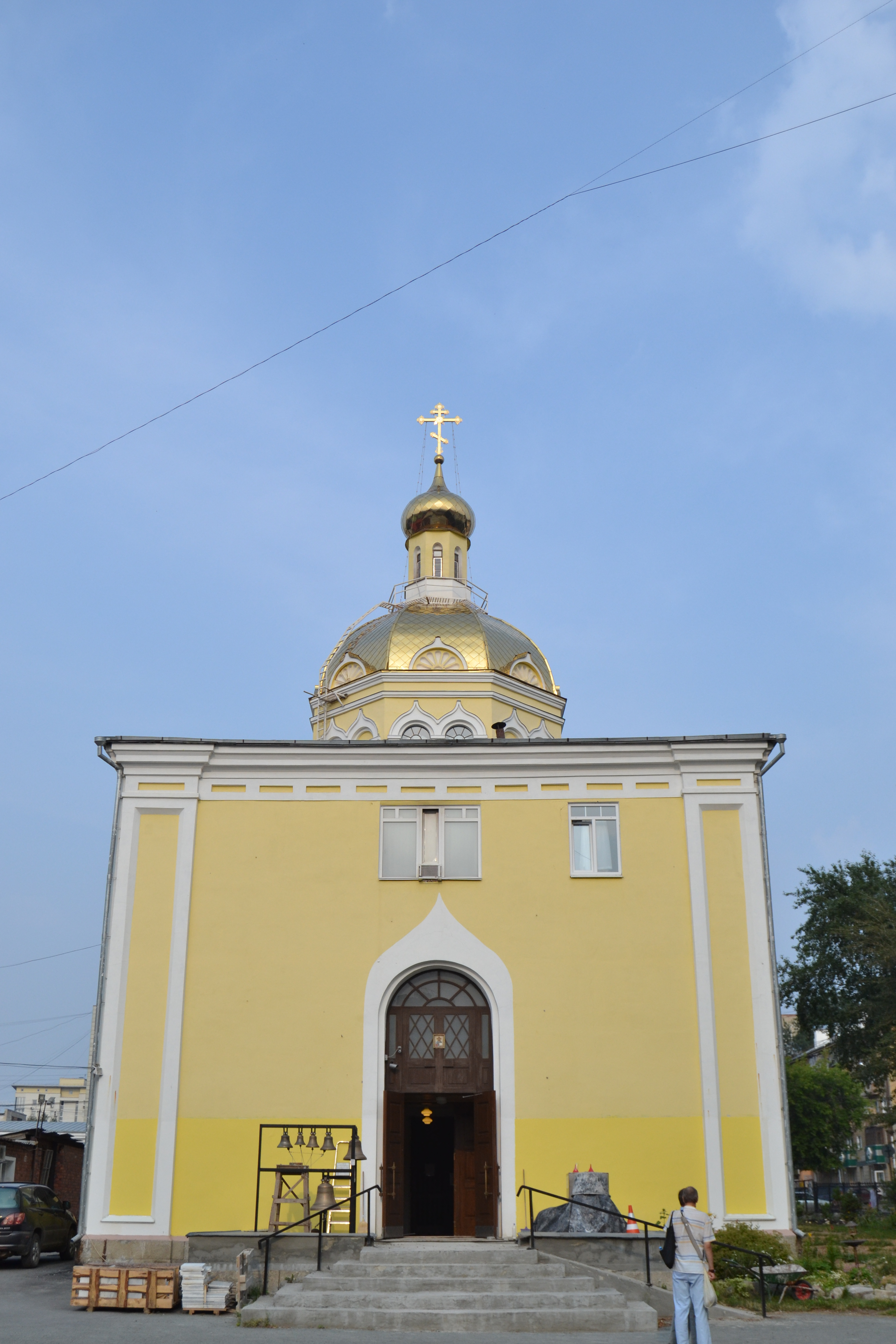
Wejście do cerkwi

Po rozpadzie Związku Radzieckiego i przemianach jakie nastąpiły w Federacji Rosyjskiej po 1991, pojawiła się możliwość odzyskania budynku przez Rosyjski Kościół Prawosławny. Nie było to jednak łatwe. Władze miasta, będące właścicielem obiektu, początkowo planowały jego sprzedaż prywatnemu przedsiębiorstwu. Miało ono wziąć na siebie rekonstrukcję dawnego wyglądu gmachu, jednakże wnętrza budynku nie miały pełnić funkcji sakralnej, lecz miano tam rozpocząć handel towarami pochodzącymi z Turcji. Plany te wywołały oburzenie miejscowych Kozaków uralskich, którzy zaczęli domagać się od władz zwrotu dawnej cerkwi prawowitym właścicielom. Administracja miasta dokonała rewizji planu zagospodarowania budynku. Tym razem jednak postawiono umiejscowić w nim biura Swierdłowskiej Państwowej Kompanii Telewizyjnoradiowej (Swierdłowskaja gosudarstwiennaja tieleradiowieszczatielnaja kompanija, w skrócie: СГТРК/SGTRK). Zgodnie z tymi zamierzeniami w budowli rozpoczęły się już nawet prace przygotowawcze i pierwsze remonty (np. wymieniono ogrzewanie), jednakże z uwagi na trudności finansowe SGTRK i ograniczenie funduszy państwowych dla niej, nie była ona w stanie przejąć obiektu. Jesienią 1993 zdecydowano więc o przekazaniu dawnej cerkwi eparchii jekaterynburskiej i wierchoturskiej.
Rozpoczęły się prace remontowe, a cerkiew od swej reaktywacji blisko związana była z miejscowymi Kozakami. Pierwszym przełożonym cerkwi został swiaszczennik Andriej Diediuchin-Sickij, sam wywodzący się z kozactwa. Nabożeństwa odbywały się na piętrze, pod dawną dzwonnicą, w tymczasowej kaplicy, którą dedykowano wielkiemu męczennikowi świętemu Jerzemu Zwycięzcy. W zimowe dni była ona ogrzewana piecykiem elektrycznym. W dobudówce wykonanej z czerwonej cegły, która wzniesiona została w czasach sowieckich, swą siedzibę mieli Kozacy. Budynek ten wkrótce spłonął, a biskup jekaterynburski Nikon polecił Kozakom zaprzestać działalności tuż przy cerkwi. Jesienią 1994 w uroczystej procesji z soboru św. Jana Chrzciciela do cerkwi Podwyższenia Krzyża Pańskiego przeniesiono kopię Iwerskiej Ikony Matki Bożej. Zawierała ona partykuły relikwii świętych ziemi uralskiej i woroneskiej. Jesienią 1995 decyzją biskupa Nikona, cerkiew zaczęła podlegać (jako podworje) pod monaster św. Mikołaja w Wierchoturiu, a przełożonym nowej wspólnoty został hieromnich Filaret (Szestakow). Już w kilka tygodni później sytuacja kanoniczna uległa zmianie. Na prośbę biskupa Nikona, 26 grudnia 1995, Święty Synod Rosyjskiego Kościoła Prawosławnego ustanowił męski monaster Podwyższenia Krzyża Pańskiego w Jekaterynburgu, skupiony wokół cerkwi. Na przełożonego wyznaczony został wspomniany hieromnich Filaret (Szestakow). W lutym 1996 zapadł on na ciężką chorobę i latem tego samego roku został zastąpiony przez hieromnicha Fławiana (Matwiejewa), późniejszego igumena. Kopuła budowli została zrekonstruowana w latach 1999–2000. Dalsza renowacja świątyni zakończyła się po 2001. Nie zdecydowano się na odbudowę dzwonnicy.
W cerkwi Podwyższenia Krzyża Pańskiego w Jekaterynburgu przechowywana jest relikwia Prawdziwego Krzyża, a także relikwie Tichona Zadońskiego, Mitrofana z Woroneża, Symeona Wierchoturskiego, Dałmata (Mokrinskiego), Arefy Wierchoturskiego, Kosmy Wierchoturskiego, Serafina Sarowskiego, Łukasza Symferopolskiego i Tadeusza Twerskiego. Szczególnie czczona jest wspomniana Iwerska Ikona Matki Bożej (w której zawarte są partykuły relikwii wyżej wymienionych świętych), a także ikona św. Mikołaja Cudotwórcy i kopia Tichwińskiej Ikony Matki Bożej. W czasach Imperium Rosyjskiego ulica przy której znajdowała się cerkiew nosiła nazwę Podwyższenia Krzyża (Kriestowozdwiżenskaja ulica), obecnie jest to ulica Karola Marksa. Działalność duchowieństwa ściśle związana jest z monasterem Podwyższenia Krzyża Pańskiego.